# 太平山 (青島)

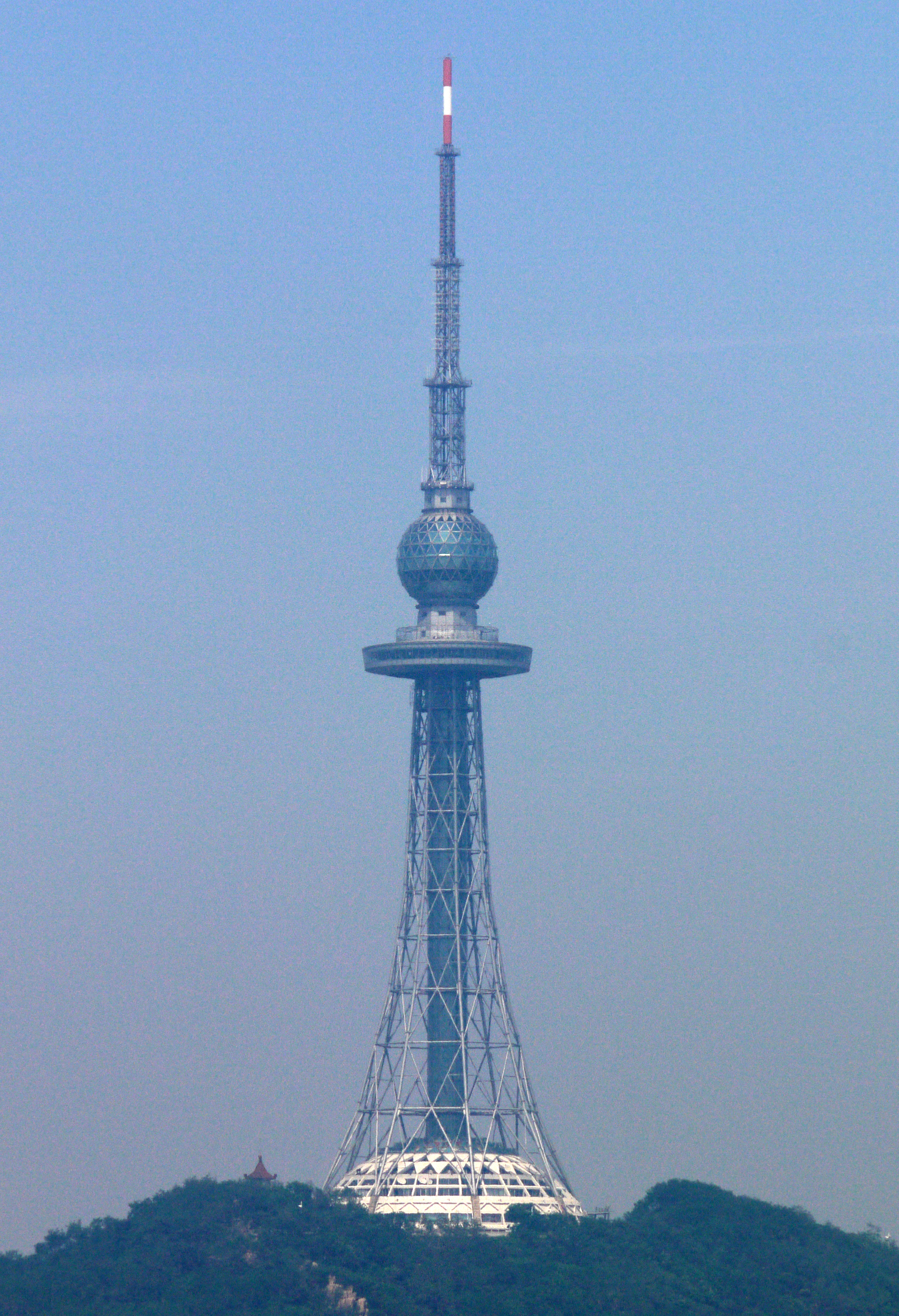
青岛电视塔

太平山是位于中国山东省青岛市的一处山脉兼风景区，其中一座山峰顶部建有青岛电视塔，为国家AAA级景区。青岛中山公园以及青岛动物园均位于山脚下。
根据官方说法，太平山在清末以前称“会山”，但无任何资料佐证。太平山在德租时期称伊尔蒂斯山（Iltis Berg），以纪念1896年在镆铘岛外海遭遇台风沉没的伊尔蒂斯号巡逻舰。1914年日军占领青岛后改名为旭山。1922年，北洋政府收回青岛控制权后为祈求太平而改称“太平山”。位于太平山上的太平山中央公园建成于1986年，经过几轮改造，现由中山公园、植物园、动物园、榉林公园、青岛山公园、百花苑 、汇泉广场7个园区连成，2014年曾是青岛世园会五个会场之一。